# Oskar Adolf von Rosenberg
Oskar Adolf Rosenberg, seit 1914 Baron von Rosenberg-Redé (* 1878 in Wien; † 1939 in Kaumberg, Bezirk Lilienfeld, Niederösterreich) war ein österreichischer Bankier und Unternehmer. Er war von 1924 bis 1938 der letzte private Eigentümer des Ostseebads Heiligendamm.

## Leben
Oskar Adolf Rosenberg war wohl jüdischer Abstammung. Seine Mutter war eine Ungarin, die Identität seines leiblichen Vaters blieb unbekannt. Schon als Kleinkind wurde er von einem Bankier von Rosenberg adoptiert, der mit ihm wohl verwandt und ebenfalls jüdischer Abstammung aus Redé im nordungarischen Komitat Heves war. Er wurde am 12. April 1914 in Wien mit Diplom vom 26. Mai 1916 in das ungarische Baronat erhoben.
Rosenberg heiratete Edith Kaulla aus einer der bekanntesten großbürgerlichen Familien jüdischer Abstammung in Süddeutschland (siehe auch: Karoline Kaulla). Das Ehepaar hatte die drei Kinder Marion (* 1916), Hubert (* 1919), der sich in Hollywood das Leben nahm, und Alexis (1922–2004), der in Paris im „Hôtel Lambert“ lebte und seinen Geburtsnamen Dieter Rudolf Oskar Baron von Rosenberg-Redé im Fürstentum Liechtenstein offiziell in Alexis de Redé ändern ließ.

Villa Rosin in Kaumberg kurz nach der Fertigstellung

Zunächst war Rosenberg österreichischer Staatsbürger. Als nach dem Ersten Weltkrieg sein heimatlicher Teil Ungarns zu Rumänien kam, wurde er rumänischer Staatsbürger. Erst 1937 nahm er – wohl zur eigenen Sicherheit wegen der NS-Herrschaft – die Staatsbürgerschaft des neutralen Liechtenstein an und verlegte seinen ständigen Wohnsitz formell in eine 16-Zimmer-Suite des „Hotel Dolder“ in Zürich. Bis zu seinem Suizid lebte er aber in Kaumberg bei Wien in seiner „Villa Rosin“ (Baujahr 1898).
Rosenberg war ein erfolgreicher Unternehmer, Bankier in Konstantinopel, London, Paris und Zürich und war besonders an der Börse äußerst erfolgreich. So soll er 1912 mit König Nikolaus von Montenegro durch interne Manipulationen im ersten Balkankrieg enorme Gewinne an der Börse gemacht haben.

## Heiligendamm

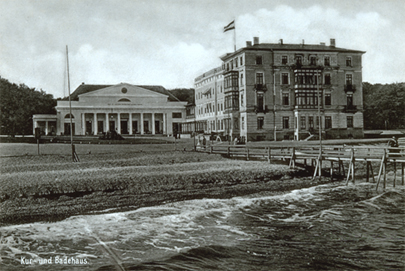
Heiligendamm um 1925, Kur- und Badehaus

Im Jahr 1924 übernahm Rosenberg für 4.500 britische Pfund sämtliche Anteile der ständig defizitären „Ostseebad Heiligendamm GmbH“ vom Lübecker Bankhaus Louis Wolff und erhielt Heiligendamm in den Folgejahren durch ständige Finanzspritzen. Doch blieb er als Eigentümer aller das Ostseebad betreffenden Kapital- und Grundstücksgesellschaften ausschließlich im Hintergrund und ließ stattdessen Vorstand und Aufsichtsrat öffentlich handeln. Aufsichtsratsvorsitzender seit 1924 war Herzog Adolf Friedrich zu Mecklenburg, Geschäftsführer war der Doberaner Rechtsanwalt Fritz Knaack. Alle Bankgeschäfte wurden über das Industriebüro der Dresdner Bank abgewickelt.
In den Zwanziger Jahren investierte Rosenberg mehrere Millionen Reichsmark in das Ostseebad Heiligendamm. Ohne diese Zuwendungen wäre die GmbH in Konkurs geraten und Heiligendamm dem Verfall preisgegeben worden. 1932 wurde Herzog Adolf Friedrich von den Nationalsozialisten bedrängt, seinen Aufsichtsratsvorsitz in der Heiligendamm-GmbH niederzulegen, da es sich bei dieser Gesellschaft „um eine wenig arische Angelegenheit handelt“. Dies lehnte dieser aber ab und 1933 warnte das Unternehmen die neuen Machthaber sogar schriftlich: „Die GmbH wird lediglich finanziert von der O. A. Rosenberg & Co. Zürich. Sie bedarf jährlich erheblicher Zuschüsse, da die hereinkommende Pacht nicht einmal die Grund- und Mietzinssteuer deckt. Wir sind also lediglich auf die Gutwilligkeit eines ausländischen Geldgebers angewiesen.“ Bis 1937 glich Rosenberg jedes Jahr das Defizit seiner GmbH aus, also sogar noch zu jener Zeit, als Adolf Hitler, Joseph Goebbels und andere NS-Politiker in Heiligendamm verkehrten und obwohl er infolge der Notverordnungen des Deutschen Reiches (Sperrung von Konten ausländischer Inhaber) seit 1932 nicht mehr über seine deutschen Konten verfügen konnte.
Nachdem aber im Jahr 1938 Österreich dem Deutschen Reich angeschlossen worden war, wurde es Rosenberg unmöglich, sein in Heiligendamm investiertes Vermögen zu sichern. Im August 1939 wurde Heiligendamm sogar für Heereszwecke beschlagnahmt und als Reserve-Lazarett genutzt.
Nach Dokumenten wie der „Todfallsaufnahme“ der Gemeinde Kaumberg und Aussagen des Börsenianers André Kostolany soll sich Rosenberg nach der Beschlagnahme Heiligendamms und noch vor Kriegsbeginn aus Verzweiflung im Spätsommer 1939 in seiner „Villa Rosin“ das Leben genommen haben. Nach seinem Tod veranlasste die Dresdner Bank die Versteigerung seiner Villa.
Heute ist Rosenberg fast vergessen. Nur gelegentlich finden sich noch Hinweise auf den „jüdischen Baron“. Heiligendamm, dessen Verkehrswert noch vor wenigen Jahren auf 500 Millionen D-Mark geschätzt worden war, wurde 1996 für nur 18 Millionen D-Mark an ein Unternehmen der Fundus-Gruppe verkauft. Mögliche Erben Rosenbergs hatten seit der deutschen Wiedervereinigung keine Regressansprüche an die Bundesregierung gestellt – auch Sohn Alexis nicht. Dennoch hat sich seit 2007 die „Jewish Claims Conference“ dieses Vorgangs angenommen.

## Quelle
- Peter Schubert: „Die heikle Geschichte Heiligendamms – wem gehört das berühmte Bad an der Ostsee?“, in: Welt am Sonntag (Druckversion) vom 3. Juni 2007